# Phanocles intermedius
Phanocles intermedius är en insektsart som först beskrevs av Carl 1913.  Phanocles intermedius ingår i släktet Phanocles och familjen Diapheromeridae. Inga underarter finns listade i Catalogue of Life.